# Памятник Высоцкому (Воронеж)
Памятник Высоцкому В. С. установлен в Воронеже на пешеходном отрезке улицы Карла Маркса недалеко от Института физкультуры.

## История
Памятник Высоцкому был установлен 21 августа 2009 года и открыт 9 сентября в 14:00. Автором памятника выступил воронежский скульптор Максим Дикунов, сын известных воронежских скульпторов Ивана Дикунова и Эльзы Пак. Памятник изображает певца и актёра сидящим на стуле на деревянной сцене с гитарой в руке и улыбающимся зрителям. Ранее на этом месте была установлена скульптурная группа гимнастов, которая разрушилась от старости и была признана непригодной к реставрации.
Идея установки памятника была воплощена Воронежским городским управлением культуры. Была создана комиссия по культурному наследию, на рассмотрение которой поступило 5 вариантов памятника Высоцкому от Дикуновых. Выбор остановился на работе Максима Дикунова.
При установке памятника деятельное участие приняли руководитель городского управления Иван Чухнов, ранее приложивший значительные усилия по спасению памятника Черняховскому, главный художник города Евгений Барсуков и воронежский меценат Владимир Бубнов, финансировавший создание монумента.
На торжественном открытии памятника 9 сентября при большом стечении горожан присутствовали также сын Владимира Семёновича — Никита Высоцкий, актеры Валерий Золотухин, Светлана Светличная, Лариса Лужина, а также режиссёр Владимир Зайкин и одноклассник и друг Владимира Высоцкого поэт-песенник Игорь Кохановский. Сам автор памятника при установке не присутствовал, но непосредственное участие в торжественной церемонии принял его отец.
В январе 2017 года на 79-й день рождения поэта воронежские мастерицы из вязального кружка при храме Пресвятой Богородицы в Отрадном связали для памятника огромный красный свитер 94-го размера. После завершения праздника свитер сняли со скульптуры и передали в музей Высоцкого на Таганке – как яркий символ любви воронежцев к поэту.

## Критика
Сама идея установки памятника Высоцкому в Воронеже подверглась также критике по нескольким причинам. Во-первых, Владимир Высоцкий никогда не был в Воронеже и никак с ним не был связан, во-вторых, выбор места установки памятника около института физкультуры нелогичен — при жизни певец не отличался праведным образом жизни. Тем не менее, в репертуаре Высоцкого были песни, посвящённые физкультуре и спорту, например, «Вратарь», «Утренняя гимнастика», «Марафон, или бег на длинную дистанцию» и многие другие.

## Галерея

Памятник до открытия
Памятник после открытия
Памятник в день открытия